# Aaron Stockard
Aaron Stockard (* 18. April 1977 in Westford, Massachusetts) ist ein US-amerikanischer Drehbuchautor, Produktionsassistent und Associate Producer.

## Leben
2007 schrieb er zusammen mit Ben Affleck das Drehbuch zum Film Gone Baby Gone – Kein Kinderspiel. Dabei ist er auch als Associate Producer aufgeführt. Auch zu Afflecks zweitem Regiefilm The Town – Stadt ohne Gnade aus dem Jahr 2010 war er am Drehbuch als Co-Autor beteiligt. Für diese Arbeit wurde er für insgesamt vier Filmpreise nominiert.

## Filmografie (Auswahl)
Als Drehbuchautor:
- 2007: Gone Baby Gone – Kein Kinderspiel (Gone Baby Gone)
- 2010: The Town – Stadt ohne Gnade (The Town)

Als Associate Producer:
- 2007: Gone Baby Gone – Kein Kinderspiel (Gone Baby Gone)

Sonstige Tätigkeiten:
- 1997: Good Will Hunting (Produktionsassistent: Boston)
- 1999: Der talentierte Mr. Ripley (The Talented Mr. Ripley) (Produktionsassistent: Boston)

## Auszeichnungen
- 2010: Satellite Awards 2010: Nominierung in der Kategorie Bestes adaptiertes Drehbuch für The Town – Stadt ohne Gnade
- 2011: Writers Guild of America: Nominierung in der Kategorie Bestes adaptiertes Drehbuch für The Town – Stadt ohne Gnade
- 2011: Broadcast Film Critics Association: Nominierung in der Kategorie Bestes adaptiertes Drehbuch für The Town – Stadt ohne Gnade
- 2011: San Diego Film Critics Society Awards: Nominierung in der Kategorie Bestes adaptiertes Drehbuch für The Town – Stadt ohne Gnade